# Patryk Szwedzik
Patryk Szwedzik (ur. 2 grudnia 2001 w Legnicy) – polski piłkarz, występujący na pozycji napastnika w polskim klubie Ruch Chorzów.

## Statystyki

### Klubowe
Na podstawie:
| Klub             | Sezonów | Liga        | Liga  | Liga   | Puchar krajowy | Puchar krajowy | Kontynentalne | Kontynentalne | Suma  | Suma   |
| Klub             | Sezonów | Liga        | Mecze | Bramki | Mecze          | Bramki         | Mecze         | Bramki        | Mecze | Bramki |
| ---------------- | ------- | ----------- | ----- | ------ | -------------- | -------------- | ------------- | ------------- | ----- | ------ |
| GKS Katowice     | 4       | I liga      | 68    | 12     | 5              | 0              | –             | –             | 73    | 12     |
| Śląsk II Wrocław | 1       | II liga     | 6     | 4      | 0              | 0              | –             | –             | 12    | 7      |
| Śląsk II Wrocław | 1       | III liga    | 6     | 3      | 0              | 0              | –             | –             | 12    | 7      |
| Śląsk Wrocław    | 2       | Ekstraklasa | 16    | 1      | 0              | 0              | –             | –             | 16    | 1      |
|                  | Łącznie | Łącznie     | 96    | 20     | 5              | 0              | 0             | 0             | 101   | 20     |

### Reprezentacyjne
Na podstawie:
Zawodnik nie rozegrał ani jednego meczu w seniorskiej kadrze, jednak w reprezentacji U-20 wystąpił w 1 meczu Pucharu Ośmiu Narodów.

## Sukcesy
Na podstawie:

### Klubowe
Brak większych osiągnięć.